# Femi Ogunode
Femi Ogunode (Nigeria, 15 de mayo de 1991) es un atleta catarí de origen nigeriano especializado en la prueba de 60 m, en la que consiguió ser medallista de bronce mundial en pista cubierta en 2014.

## Carrera deportiva
En el Campeonato Mundial de Atletismo en Pista Cubierta de 2014 ganó la medalla de bronce en los 60 metros, llegando a meta en un tiempo de 6.52 segundos, tras el británico Richard Kilty (oro con 6.49 segundos) y el estadounidense Marvin Bracy.